# 皮埃尔·戈贝尔

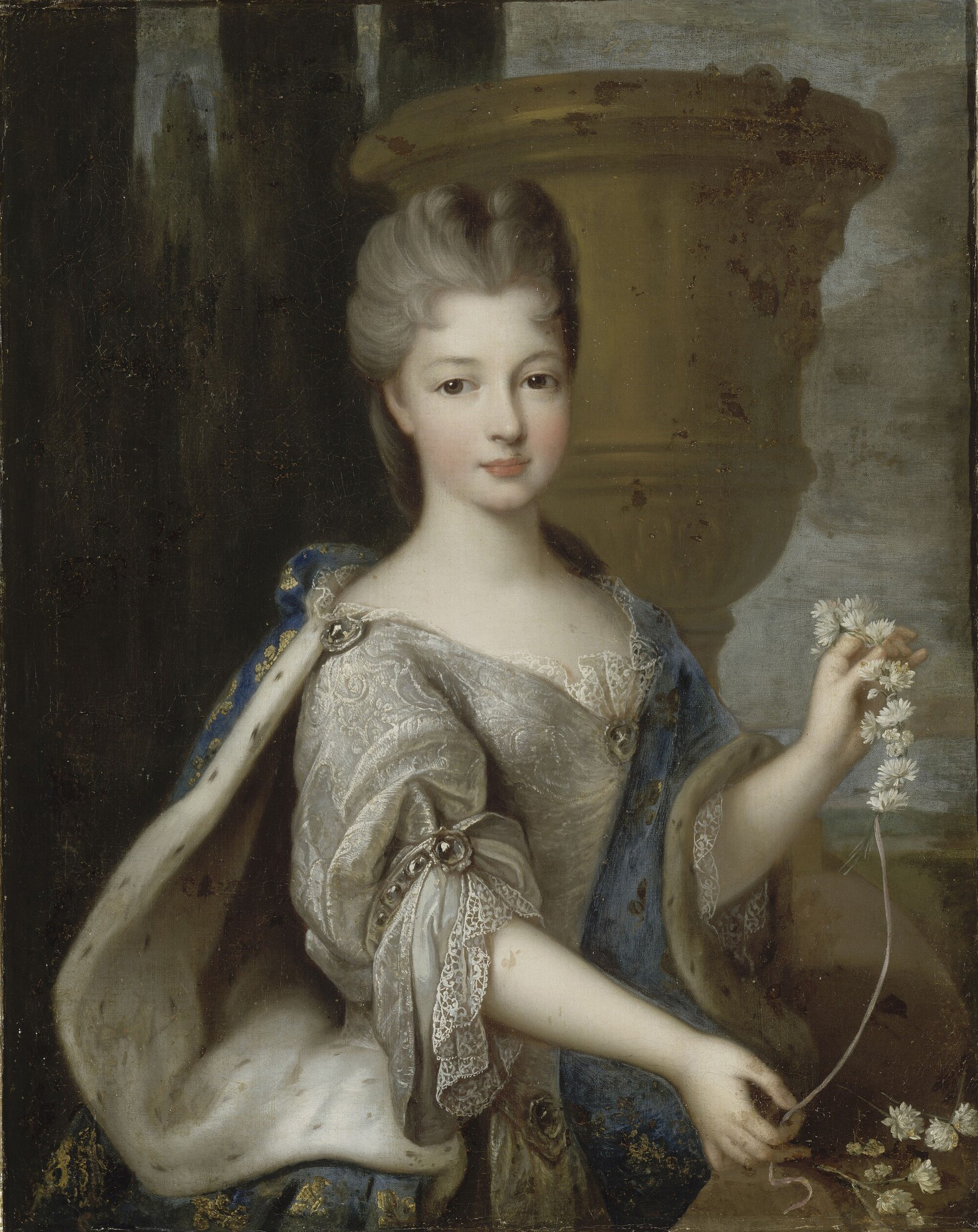
孔代公主

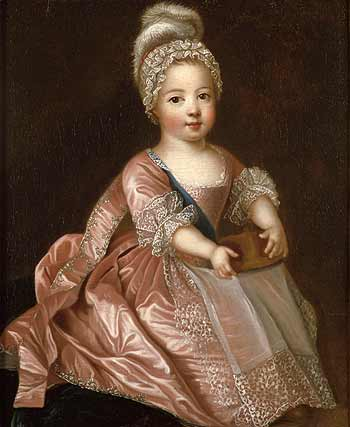
法王路易十五幼年肖像画，皮埃尔·戈贝尔1712年作品

皮埃尔·戈贝尔（Pierre Gobert，1662年—1744年2月13日），法国画家。

## 生平
皮埃尔·戈贝尔生于塞纳-马恩省枫丹白露，1701年进入皇家绘画与雕刻艺术院。